# Daniel Lanois

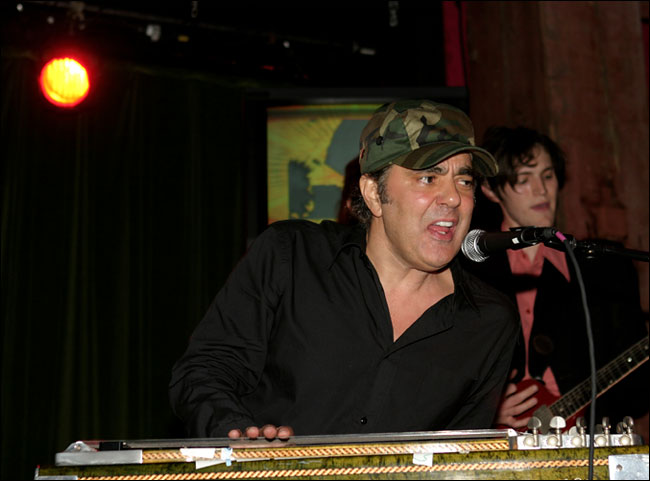
Daniel Lanois 2005 in New York

Daniel Lanois (* 19. September 1951 in Hull, Québec, Kanada) ist ein kanadischer Musiker und Musikproduzent. Bekannt ist er vor allem für die Produktion erfolgreicher Alben von z. B. U2, Bob Dylan oder Peter Gabriel. Eine intensive Zusammenarbeit pflegt Lanois auch mit Brian Eno und Wim Wenders.

## Karriere
Lanois begann seine Produktionskarriere in einem eigenen Tonstudio (Grant Avenue Studios) in Hamilton (Ontario). Nach der Zusammenarbeit mit Brian Eno und der Mitarbeit in dessen Musikprojekten wurde er schließlich zur Mitproduktion an dem Album The Unforgettable Fire der Rockband U2 geladen. Dies war die Arbeit, die ihm schließlich beträchtlichen Erfolg einbrachte. Mit Brian Eno setzte er sich hinter die Produktion des U2 Albums The Joshua Tree, das 1987 die Grammy-Auszeichnung als Album of the Year erhielt. Bono als Leadsänger der Gruppe U2 empfahl 1988 Lanois an Bob Dylan als Produzent weiter. Mit Letzterem arbeitete Lanois an Oh Mercy mit, einem der bekanntesten Spätwerke Dylans. Acht Jahre später arbeiteten Lanois und Dylan am Album Time Out of Mind, das mit einem Grammy ausgezeichnet und im Jahre 1997 Bestes Album des Jahres wurde.
Daniel Lanois beteiligte sich 1993 mit dem Titel El Conquistador an dem von Peter Gabriel initiierten Kompilations-Album Plus from Us, bei dem sich einige an dem Gabriel-Album Us von 1992 beteiligte Musiker mit eigenen Arbeiten vorstellen konnten. Er arbeitete unter anderem auch an dem Soundtrack OVO von Peter Gabriel für die Millennium Dome Show von 2000 mit. Neben der Musikproduktion arbeitet Lanois selbst als Sänger und Songschreiber; er spielt Gitarre, Schlagzeug und Pedal-Steel-Gitarre. Die Anzahl seiner Solo-Alben fällt vergleichsweise gering aus. Musikalisch bieten seine Alben eher ruhige und atmosphärische Rockmusik mit Country- und Blues-Einschlag. Das Album Belladonna (2005), auf dem auf Gesang verzichtet wird, gleicht einer Zusammenstellung aus filmmusikalischen, bluestypischen und Wüsten-Western-artigen Klangkompositionen. Der englisch- und französischsprachige Titel Jolie Louise aus dem Album Acadie wurde 1989 in Deutschland oft im Radio gespielt. Seine letzten bekannteren Arbeiten finden sich auf dem Filmsoundtrack von Wim Wenders’ The Million Dollar Hotel sowie den U2 Alben All That You Can’t Leave Behind und No Line on the Horizon (zusammen mit Brian Eno).
Im Jahre 2002 wurde Lanois in die Canadian Music Hall of Fame aufgenommen und 2005 mit einem Stern auf Canada’s Walk of Fame in Toronto geehrt.
Auf seinem Album Here Is What Is von 2007 verwirklicht Lanois ein Mix-Konzept aus Instrumentalstücken, gesungenen und gesprochenen, autobiographischen Passagen. In Sacred and Secular bekennt er nicht ohne Ironie, ein unsentimentaler Mensch, ein „Anti-Romantic“ zu sein. Das sei Teil des Atheistseins. In Chest of Drawers schildert er ein Findeerlebnis in Indien.
2022 veröffentlichte er Player, Piano, das nur aus impressionistischen Klavierstücken, von ihm eingespielt, besteht.
Lanois hatte im Juni 2010 einen Motorradunfall und lag auf einer Intensivstation in Los Angeles. Dies führte zur Absage einer Tournee mit seiner kurz zuvor gegründeten Band Black Dub. Im selben Jahr erschien seine Autobiographie Soul Mining. A Musical Life.
Mit seiner Stimme trug er außerdem zu mehreren Songs des Soundtracks des Videospiels Red Dead Redemption 2 bei. 2022 legte er mit Player, Piano ein Album als Pianist vor, wobei es ihm um an Bill Evans erinnernde Klänge auf dem Klavier geht, insbesondere um deren Wärme und Intimität, die er so seit den späten 1950er-Jahren vermisst.

## Diskografie

### Studioalben
- Acadie (1989)
- For the Beauty of Wynona (1993)
- Shine (2003)
- Belladonna (2005, instrumental)
- Here Is What Is (2007)
- Black Dub (2010)
- Flesh and Machine (2014)
- Goodbye to Language (2016, mit Rocco DeLuca)
- Apollo – Atmospheres & Soundtracks (2019, mit Brian & Roger Eno)
- Heavy Sun (2021)
- Player, Piano (2022)

### Kompilationen
- Rockets (2004)
- My Music for Billy Bob (2014)

### Soundtracks
- Sling Blade – Auf Messers Schneide (1996, weitgehend instrumental)
- The Music of Red Dead Redemption 2 (2019)

## Produzent
- This Is the Ice Age – Martha and the Muffins, 1981
- Dance After Curfew – Nash the Slash, 1982
- Danseparc – Martha and the Muffins, 1982
- Ambient 4/On Land – Brian Eno, 1982
- Parachute Club – Parachute Club, 1983
- Apollo: Atmospheres and Soundtracks – Brian Eno, 1983
- The Pearl – Harold Budd & Brian Eno, 1984
- Mystery Walk – Martha and the Muffins 1984
- The Unforgettable Fire – U2, 1984
- Thursday Afternoon – Brian Eno, 1985
- Hybrid – Michael Brook, 1985
- Birdy – Peter Gabriel, 1985
- Voices – Roger Eno, 1985
- So – Peter Gabriel, 1986
- The Joshua Tree – U2, 1987
- Robbie Robertson – Robbie Robertson, 1988
- Oh Mercy – Bob Dylan, 1989
- Yellow Moon – The Neville Brothers, 1989
- Achtung Baby – U2, 1991
- Flash of the Spirit – Jon Hassell & Farafina, 1992
- Us – Peter Gabriel, 1992
- The Last of the Mohicans (Film Soundtrack), 1992
- Ron Sexsmith – Ron Sexsmith, 1994
- Wrecking Ball – Emmylou Harris, 1995
- Night to Night – Geoffrey Oryema, 1996
- Fever In Fever Out – Luscious Jackson, 1996
- Time Out of Mind – Bob Dylan, 1997
- Brian Blade Fellowship – Brian Blade, 1998
- 12 Bar Blues – Scott Weiland, 1998
- Teatro – Willie Nelson, 1998
- Vagabond Ways – Marianne Faithfull, 1999
- Power Spot – Jon Hassell, 2000
- The Million Dollar Hotel (Film Soundtrack), 2000
- All That You Can’t Leave Behind – U2, 2000
- How to Dismantle an Atomic Bomb – U2, 2004 (track „Love and Peace or Else“)
- No Line on the Horizon – U2, 2009
- Mercy – Rocco DeLuca and the Burden, 2009
- Le Noise – Neil Young, 2010
- Flamingo – Brandon Flowers, 2010
- Honest Mistake – Jim Wilson, 2012
- Battle Born – The Killers, 2012
- Rocco Deluca – Rocco Deluca, 2014